# 函石浜遺物包含地

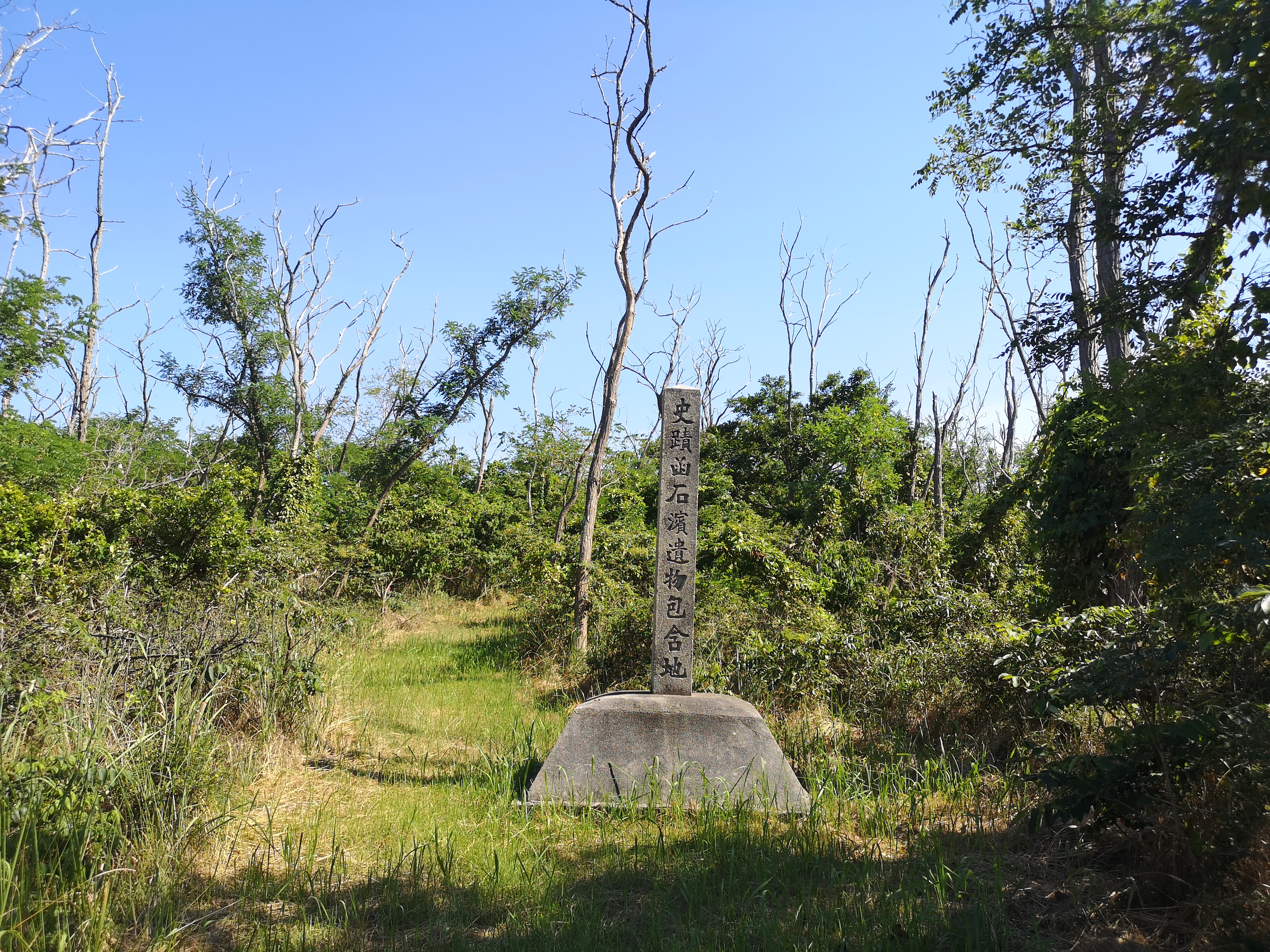
函石浜遺物包含地 標柱

函石浜遺物包含地（はこいしはまいぶつほうがんち）、通称「函石浜遺跡」は、京都府京丹後市久美浜町湊宮の箱石海岸の砂丘上に広がる国の史跡。
史跡名称は函石浜遺物包蔵地、史跡指定地に建つ標柱には函石濱遺物包含地と記されている。
縄文時代から室町時代にかけての長期にわたる各時代の遺物が出土した複雑な様相を呈する遺跡群で、大小約5000の古墳や古代遺跡が埋没するとみられる丹後地方の考古学研究の草分けとなった。

## 歴史

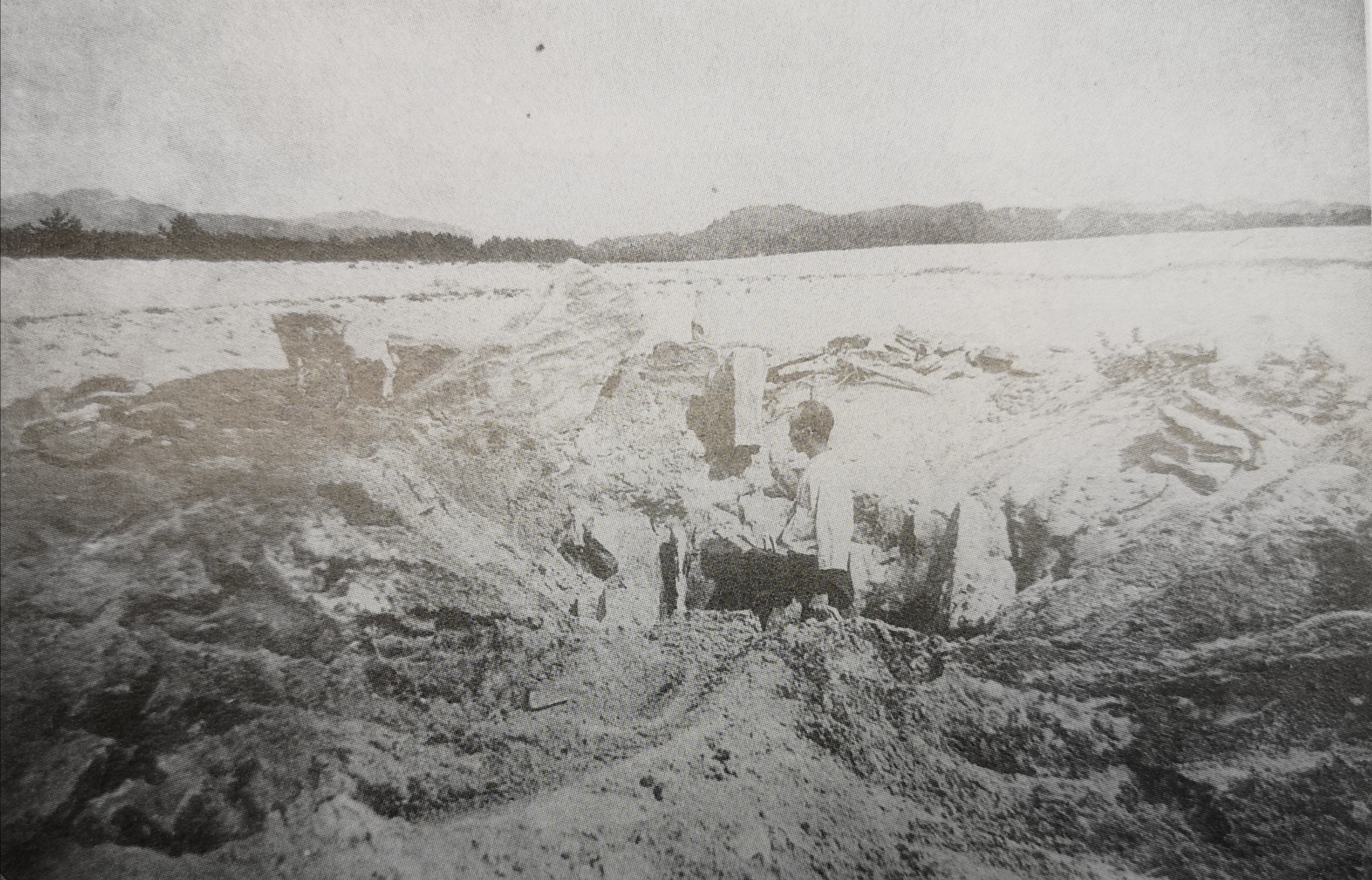
石棺発見当時の様子（1918年）

函石浜遺跡の発掘調査は、2020年現在までほとんど行われていない。そのため、遺跡について判明していることは、採集された資料から推定されたことに限られる。

### 概略
遺跡群は砂地の風成層に覆われているが、明治時代には砂が移動し遺跡包含層や生活面が地表に露出していた時期があり、1887年（明治20年）より以前に稲葉家の稲葉宅蔵によって発見され、稲葉と久美浜郵便局の局長であった織田幾二郎によって多くの遺物が採集された。
採集された資料は縄文時代後期から室町時代にかけての各年代にわたり、区域ごとに差異のある遺物が出土したことから、稲葉は遺物を採集した場所を、その出土した遺物の特色により、「鉄山」「貝塚」「石原」「人形ヶ岡」「骨山」「製造場」「白石」「新開場」「大窪」等と命名し、区分けした。
稲葉は函石浜遺跡の発見を、1898年（明治31年）6月28日発行の『東京人類学会雑誌』第147号雑録において発表し、これにより遺跡は広く全国に知れることとなった。遺物の年代が、割合としては弥生時代の遺物が多く見つかっていたことから、当初は弥生遺跡として名が通ったが、国の史跡指定の基幹となった1920年（大正9年）の梅原末治の報告書の時点で、石槍や玉、管玉の未完成品や瑪瑙の破片、鉄滓、中国の陶磁器や皇朝十二銭、中世墓など、多様な年代の考古資料の断片も出土していることが確認できる。年代の異なる石鏃、銅鏃、鉄鏃の形の類似性から、利器の発達過程の研究において注目された。
数多くの出土品のなかでも特筆すべきこととして、1903年（明治36年）に新の王莽による通貨「貸泉」2枚の発見が挙げられる。「貨泉」は、21世紀には長崎県壱岐島原ノ辻遺跡などで弥生土器とともに出土した他例がしられ、王莽の時代だけでなく中世にも使用されていたことが判明しているが、函石浜遺跡で出土した当時は流通期間の短い貴重な資料の出土例として函石浜遺跡の名を全国にとどろかせた。この発見で、かつての中国大陸との交易や文化の影響を考えるうえで重要な遺跡と位置づけられたことにより、1921年（大正10年）3月3日に国の史跡に指定された。
21世紀初頭において久美浜町内でほぼ直角に折れて南西の久美浜湾に注ぐ佐濃谷川が、かつては北流し日本海に直結しており、その時代の河口港が函石浜遺跡であったとみられる。郷土史家の澤潔は、函石浜遺跡のはじまりは久美浜海人族の拠点として、朝鮮や北九州などとの対岸貿易において繁栄し、5世紀前後に天日槍集団がその後を継いで久美浜湾も含めた地域の拠点としたものだろうと推論している。当地の地名「箱石（ハコイシ）」の語源は「佩石（ハクイシ）」に由来し、「そこを領有していた磯」を意味する古語であることから、縄文時代より人々が居住した海岸と解釈される。

### 関係年表
| 年                                           | 月日       | 概要 |
| -------------------------------------------- | ---------- | --- |
| 1874年（明治7年）12月～1879年（明治12年）9月 |            | 稲葉宅蔵が函石浜遺跡を発見したと推定される。 |
| 1875年（明治8年）                            | 6月12日    | 織田幾二郎が久美浜郵便局長に就任。 |
| 1896年（明治29年）                           | 8月        | 佐藤伝蔵が「陸奥亀ヶ岡の地形地質及び発見物-附石器時代の海嘯」を発表。稲葉宅蔵はこれを読み、函石浜遺跡で蒐集したものが石器である可能性に気づいたと推定されている。 |
| 1898年（明治31年）                           | 3～5月     | 3月から4月頃、織田幾二郎と稲葉宅蔵の兄・市郎右衛門が東京人類学会へ入会する。4月から5月にかけて、佐藤伝蔵が丹後を訪問。稲葉兄弟は5月21日から23日にかけて、佐藤の依頼を受け、網野銚子山古墳や周辺遺跡の踏査と写真撮影を行った。 |
| 1898年（明治31年）                           | 6月28日    | 稲葉宅蔵（東園）が、5月21日から23日にかけて佐藤伝蔵に同行した際の報文「丹後網野附近遺跡探究紀行」のなかで、函石浜遺跡の発見を報告。『東京人類学会雑誌』に掲載された。 |
| 1898年（明治31年）                           | 11月4日    | 織田幾二郎が、函石浜遺跡で弥生土器を採集した。 |
| 1898年（明治31年）                           | 11月28日   | 『東京人類学会雑誌』に「但馬に於ける古墳」とともに「函石海浜拾古石器」が掲載された。 |
| 1899年（明治32年）                           | 11月28日   | 佐藤伝蔵が、函石浜遺跡で出土した石鏃にサヌカイトが含まれていることを指摘する「『サヌカイト』製の石鏃」を発表。 |
| 1902年（明治35年）                           | 4月18日    | 稲葉宅蔵、織田幾二郎が函石浜遺跡で大型の石錘を採集する。 |
| 1902年（明治35年）                           | 5月24日    | 織田幾二郎が函石浜遺跡で「貸泉」を採集。当時の久美浜町長・今西喜代蔵が同行していた。 |
| 1903年（明治36年）                           | 6～11月    | 織田幾二郎が函石浜遺跡で6月4日に鹿の角を採集。同月9日には弥生土器を採集した。織田はさらに8月16日に山田三省とともに砥石を採集し、11月9日には弥生土器と土師器を採集、11月24日に数人がかりで弥生土器の採集を行った。 |
| 1904年（明治37年）                           | 4月20日    | 織田幾二郎が『東京人類学会雑誌』に函石浜遺跡についての報文「京都府熊野郡の遺跡」を掲載、1903年（明治36年）3月に自宅別荘に「陳列館」を設置したことを紹介した。後に「織田考古館」と名付けられることとなるこの陳列館には、翌5月30日には豊岡中学校の堀内清が足を運び、7月2日に豊岡中学校5年生が遠足で見学した。                                                  |
| 1907年（明治40年）                           | 4月        | 4月16日に大野延太郎が丹後を訪れ、稲葉、織田とともに函石浜遺跡で遺物を表採した。4月22日、織田幾二郎が、函石浜遺跡の「鉄山」で弥生土器を採集。 |
| 1907年（明治40年）                           | 4～5月以降 | 京都府教育会熊野郡部会が「織田考古館案内」と「観覧券」を作成する。 |
| 1907年（明治40年）                           | 6月20日    | 大野延太郎（雲外）が函石浜遺跡と銅鏃・鉄鏃・石鏃の図を掲載した報文を発表。大野はこの後、1911年（明治44年）12月10日の報文でも函石浜遺跡で出土した弥生土器の図を掲載している。 |
| 1909年（明治42年）                           | 11月27日   | 織田幾二郎が函石浜遺跡で石剣を採集する。 |
| 1910年（明治43年）                           | 5月20日    | 稲葉宅蔵（東園）の報文「丹波熊野郡海部発見の瓢形大土器」が『東京人類学会誌』に掲載される。 |
| 1910年（明治43年）                           | 9月20日    | 坪井正五郎が「菅玉曲玉の未完成品」に函石浜遺跡で出土した菅玉未製品の図を掲載する。坪井はこの約1ヶ月前の8月12日に、織田考古館を訪問していた。 |
| 1912年（明治45年）                           | 11月16日   | 織田考古館の資料を京都大学へ寄贈。京都大学の松山義通、浜田耕作、植田寿蔵が資料受け取りを担った。同年12月1日、織田考古館は閉館した。 |
| 1915年（大正4年）                            | 7月        | 12代稲葉市郎右衛門、死去。 |
| 1918年（大正7年）                            | 4月1日     | 近重真澄の報文「東洋古銅器の化学的研究」に、函石浜遺跡で出土した銅鏃の成分分析結果が掲載される。 |
| 1918年（大正7年）                            | 4          | 稲葉宅蔵、死去。 |
| 1918年（大正7年）                            | 年内       | 織田幾二郎同行のもと、梅原末治が函石浜遺跡で試掘調査を行った。 |
| 1920年（大正9年）                            | 5月15日    | 函石浜遺跡で箱型石棺が発掘される。出土遺物は京都府によって帝室博物館へ渡る。 |
| 1920年（大正9年）                            | 6月25日    | 『京都府史跡勝地調査会報告』第二冊刊行。梅原末治による函石浜遺跡の調査報告が掲載される。同年、内務省が函石浜遺跡の測量調査を行う。 |
| 1921年（大正10年）                           | 3月3日     | 内務省告示第38号によって、「函石浜遺物包蔵地」が史跡指定を受ける。 |
| 1922年（大正11年）                           | 5月31日    | 『京都府史跡勝地調査会報告』第三冊刊行。梅原末治による箱型石棺の調査報告が掲載される。 |
| 1923年（大正12年）                           | 12月20日   | 『京都府熊野郡誌』刊行。編纂委員に故稲葉市郎右衛門、編纂主査に故稲葉宅蔵および織田幾二郎らが名を連ねた。函石浜遺跡に関する記述は、第拾章「名所舊蹟として、久美浜の他の先史時代の遺跡とともに7ページにわたって記載されている。 |
| 1925年（大正14年）                           | 5月23日    | 但馬震災発生。 |
| 1926年（大正15年）                           | 6月        | 函石浜遺跡に、「史跡函石濱遺物包含地」の石碑が建立される。 |
| 1926年（大正15年）                           | 9月20日    | 『京都帝国大学文学部考古学研究報告』第七冊「日本発見銅剣銅鉾及銅鏃聚成図録」で、函石浜遺跡出土の銅鏃が紹介される。 |
| 1927年（昭和2年）                            | 3月7日     | 北丹後地震（丹後震災）発生。織田幾二郎は息子のもとに身を寄せる。 |
| 1927年（昭和2年）                            | 8月        | 直良信夫、松木勇とともに函石浜遺跡を調査する。直良はその後、1929年（昭和4年）にも函石浜遺跡と近在の浜詰遺跡を訪れている。 |
| 1929年（昭和4年）                            | 11月       | 直良信夫、松木勇気が、報文「丹後函石浜遺跡の査報」を考古学雑誌に掲載。出土遺物の検討が行われる。直良信夫はこの後、1930年（昭和5年）11月に「山陰道発見の縄文土器」で、1931年（昭和6年）2月3月に「石金併行期遺跡発見の鉄鏃について」で、11月に「日本海海岸における石器伴出銅鏃の研究」で、函石浜遺跡の出土遺物を報告し、その都度、遺物の検討や図化が行われた。 |
| 1939年（昭和14年）                           | 1月18日    | 織田幾二郎、死去。 |

## 地理

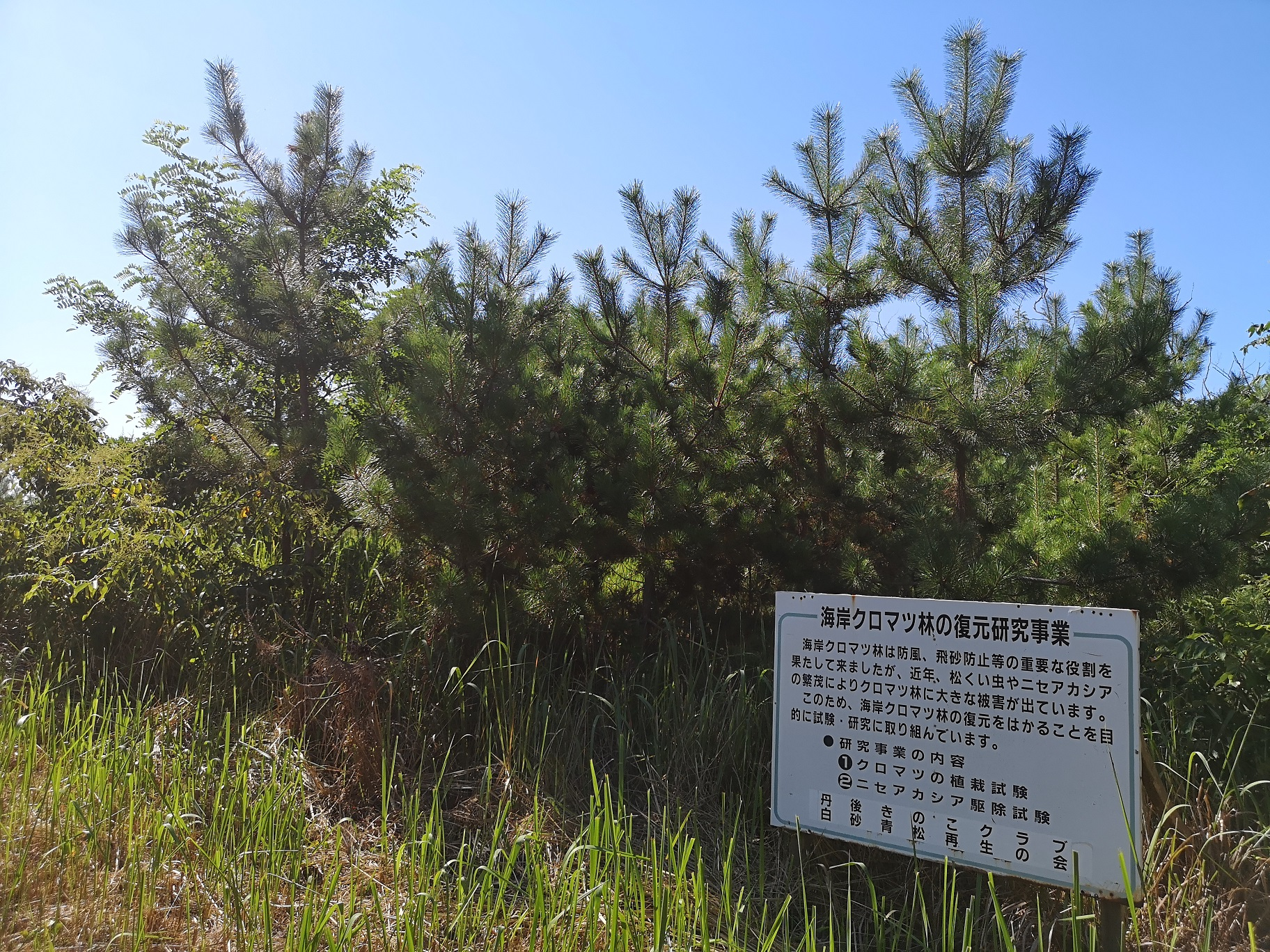
函石浜遺物包含地に隣接するクロマツ植林地

### 函石浜遺物包含地の範囲
京丹後市久美浜町の海岸段丘に砂が堆積した古い砂丘の上に展開する。
網野町との境である箱石集落の西に位置する。
東西1キロメートル面積約25ヘクタールの広大な遺跡群で、史跡指定地の縁辺部、砂丘全体からみると海岸側に、1926年（大正15年）6月に建立された「函石濱遺物包含地」の標柱が建てられている。遺物包含地の範囲は資料により若干の差異があり、東西約800メートル、南北約500メートル、面積約44ヘクタールと記載されている場合もあれば、東西800メートル、南北600メートル以上と記されている場合もある。

### 21世紀初頭の函石浜
21世紀初頭における当地の自然環境は、海浜沿いの作物を生育するには厳しい砂丘の状態であるため海浜自然植生が見られ、その内陸にクロマツやハイネズの自然植生と、さらに内陸に人工的に防砂林として植林されたアカシアの林が展開している。
クロマツの自然植生は「日本の白砂青松100選」に選出される景勝地の一部に含まれるが、箱石浜では松食い虫被害による松枯れが相次いでいることから、地元の久美浜町箱石区は2010年（平成18年）から日進製作所や京都府立久美浜高等学校、京都北都信用金庫らと協働組織をつくり、毎年クロマツの植栽を続けている。
その植栽地は「函石浜遺物包含地」の標柱を取り囲むように、内陸に展開する。
これらの植林のため、地図上においては海岸部を除いて「砂礫地」の記号はなく、砂丘地の範囲を判断することはできない。
史跡指定地の背後、植林によって固定された砂丘地の一部では、果樹や野菜などの砂丘農業が行われている。
史跡指定地周辺の海岸は、鳥取県まで連なる約75キロメートルの地域が山陰海岸国定公園に指定されているが、函石浜遺跡周辺はそのなかでも群を抜いて自然植生が残る地帯と認識されている。
1997年（平成5年）に行われた植物調査報告によれば、箱石海岸の波打ち際から10メートルの地点から砂丘最頂部までの70～115メートルにわたり希少な海浜植物の群落がみられる。

### 20世紀以前の函石浜
函石浜遺跡一帯は、大正末期から昭和初期にかけて遺跡調査の道案内を頼まれた土地の者の覚え書きに拠れば、昼間でも案内人がいないと道に迷うような薄暗いクロマツの林のなかにあったという。しかし、第二次世界大戦末期に松の樹脂を多量に採集したことにより樹勢が衰え、松食い虫の被害を受けて松林は全枯死した。
終戦直後に米軍が撮影した写真では、海岸から佐濃谷川まで一帯が砂浜となっていた。
1954年（昭和29年）から1970年（昭和45年）頃までの間に防風林としてニセアカシヤの植林が進められ、1964年（昭和39年）の時点で史跡指定地の背後から佐濃谷川にかけては緑化しており、史跡指定地内にかけても植林が進みつつある様子が当時の空中写真から読み取ることができる。
各年代の空中写真の分析により、前述の21世紀初頭の景観は、1976年（昭和51年）の時点でほぼできあがっていたものと考えられる。

## 出土品
縄文時代から室町時代にかけての各時代の多様な遺物が、区域ごとに出土している稀な遺跡とみられる。出土遺物の研究は、1901年（明治32年）4月20日発行の『東京人類学会雑誌』第157号で地質学者の佐藤伝蔵が薄片として顕微鏡観察した石鏃がサヌカイトであることを報告したのが端緒である。その後、精密な図面を多く描き残した学者として定評ある大野延太郎（大野雲外）が遺跡の現地調査を行い、1909年（明治40年）と1912年（同43年）に同誌での報告を行った。これらの先行研究をふまえて1918年（大正7年）度に現地調査が行われ、国史跡指定にいたる1920年（大正9年）刊行の梅原末治の報告書『京都府史蹟勝地調査会報告』第二冊が提出されている。
貨幣
1903年（明治36年）に発見された新の王莽の「貨泉」2枚の発見により国史跡指定となった。貨幣の出土例としては、この他に、神谷神社に保管される中国春秋時代の刀銭「明刀」も、函石浜遺跡から出土した物といわれている。
- 貨泉2枚
- 皇朝十二銭
- 唐や宋の古銭

土器・磁器
- 縄文式甕の破片

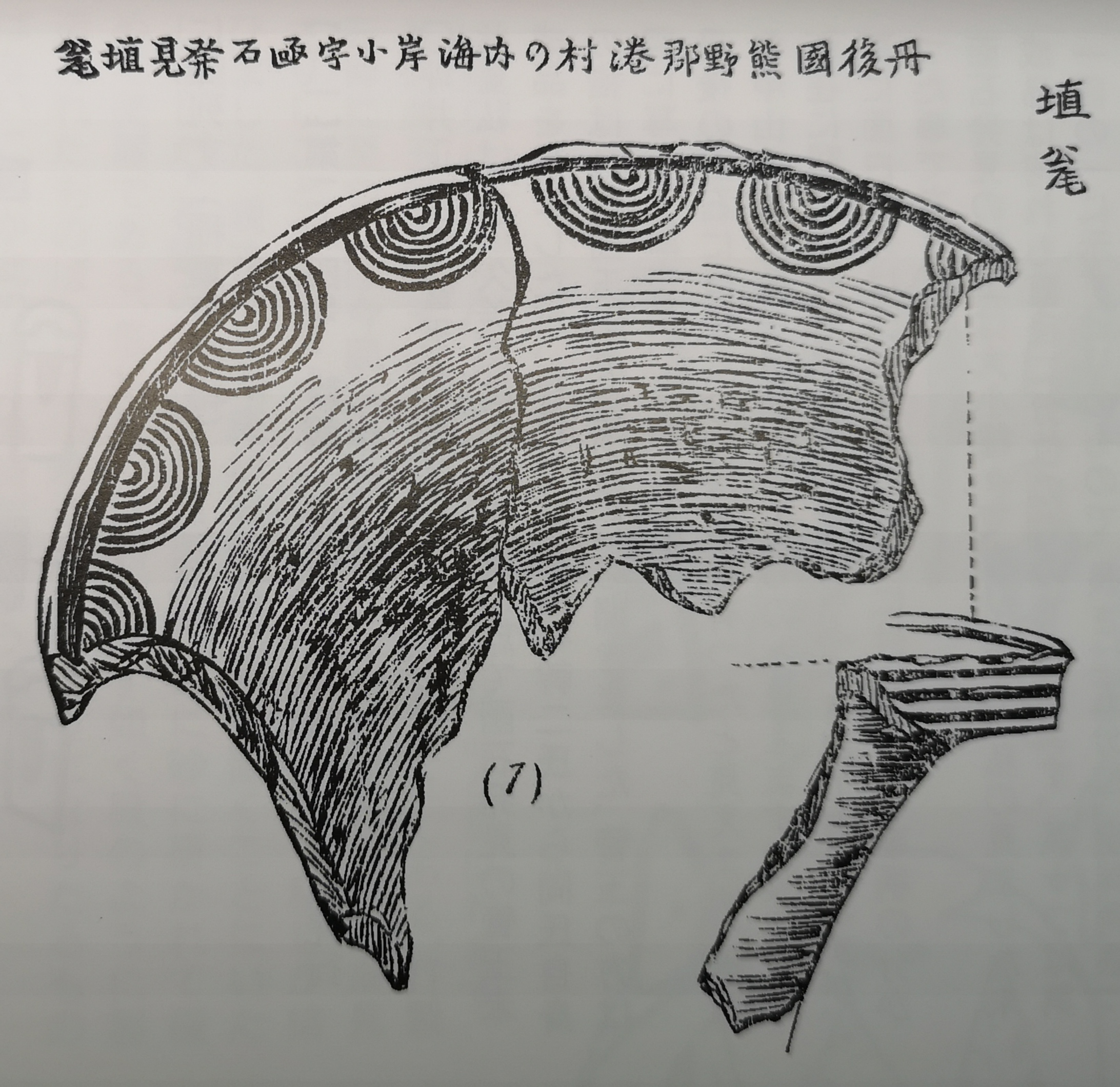
大野雲外による函石浜遺跡出土の弥生土器図版。1910年（明治43年）9月20日『人類学雑誌』第27巻第9号雑報掲載。

- 弥生土器　-　大陸渡来とみられる日本海系のもののほか、大和系のものがあり、瀬戸内との交流があったことが推定される[10]。
- 須恵器や土師器およびその欠片
- 青磁や染付磁器の破片

武具
- 石鏃・石剣
- 鉄鏃
- 銅鏃

装飾品・祭具・その他
- 勾玉
- 管玉
- 硬玉製の勾玉
- 原石（メノウ、ヒスイ、碧玉等）　-  出雲や北九州との交易品と推定される[15]
- 人形らしきもの
- 五輪塔
- 箱式石棺　–　1918年（大正7年）に遺物包含層とともに検出された[4]。棺内部に、斎坏（須恵器）4個、伸展葬の遺骸があった[10]。
- 木炭
- 貝殻
- 人骨
- 鉄片

### 註釈
1. ↑  稲葉宅蔵英與（嘉永2年5月14日生 – 大正7年4月9日没）は、一帯の田園地を所有していた稲葉家の12代稲葉市郎右衛門の弟。稲葉東園と記載する資料もある。京都慶應義塾に学び、豊岡県で戸長を務めた明治初期から継続的に函石浜遺跡で遺物採集を行った。（稲葉家資料調査報告書第三分冊1,431p）
2. ↑  東京人類学会は、当時の日本で唯一の考古学・人類学の学会であり、1898年（明治31年）4月28日発行の『東京人類学会雑誌』第145号において、宅蔵の兄・稲葉家12代稲葉市郎右衛門と、織田幾二郎が新入会員として掲載されている。（稲葉家資料調査報告書第三分冊1,439p）